# زفیرکاو–راندهیل ویلج (نوادا)
زفیرکاو-راندهیل ویلج (به انگلیسی: Zephyr Cove–Round Hill Village) یک منطقهٔ مسکونی در ایالات متحده آمریکا است که در نوادا واقع شده‌است. زفیرکاو-راندهیل ویلج ۲۱٫۲ کیلومتر مربع مساحت و ۱٬۶۴۹ نفر جمعیت دارد.